# Jan Lüdeke
Jan Lüdeke (* 1. Juni 1985 in München) ist ein deutscher Sportjournalist, -kommentator, moderator und ehemaliger Rugby-Union-Spieler.

## Leben
Lüdeke machte seinen Studienabschluss in den Fächern Germanistik und Italianistik. Seine Magisterarbeit verfasste er über Eishockey-Live-Berichterstattungen. Seit 2005 arbeitet Lüdeke als freier Journalist. Der Einstieg gelang ihn über eine freie Mitarbeit beim Münchner Wochenanzeiger ab 2006. Später arbeitete er als freier Journalist auch für den Münchner Merkur. Er war Mitarbeiter des Kanals M94.5. Dort war er gemeinsam mit zwei weiteren Mitarbeitern als Kommentator und Field-Reporter bei Heimspielen des EHC München tätig.
Ab 2009 begann er mit dem Kommentieren von Live-Übertragungen im Free- und Pay-TV. Ab 2011 folgten Kommentatorentätigkeiten für Magenta Sport im Bereich des Eishockeys und Basketball. Seit 2012 ist er als Kommentator und Moderator für Laola1.tv und Servus TV hauptsächlich für Übertragungen von Fußball tätig. Für DAZN kommentiert er Fußball-Spiele und Spiele der English Premiership; gemeinsam mit Aiman Abdallah, der als Moderator fungierte, kommentierte er 2018 Übertragungen von Rugby-Spielen auch auf ProSieben Maxx. Als Rugby-Kommentator tritt er auch für ran und ehemals für Eurosport in Erscheinung. Um 2016 kommentierte er für Sport1 Eishockey-Übertragungen.
Für Spox.com schrieb er Kolumnen über die Sportart Rugby Union.
Lüdeke spielte von 2007 bis 2016 für den Rugby Union Verein SV Studentenstadt Freimann (StuSta München). Dort agierte er in der dritten Reihe als Nummer Acht. Dabei spielt er in der 2. Bundesliga Staffel Süd.